# Єгошина Олена Василівна
Олена Василівна Єгошина (рос. Елена Васильевна Егошина; нар. 24 грудня 1972) — російська борчиня вільного стилю, триразова бронзова призерка чемпіонатів світу, чотириразова чемпіонка срібна призерка чемпіонатів Європи. Заслужений майстер спорту Росії з вільної боротьби.

## Життєпис
У 13 років почала займатися дзюдо. Потім в силу обставин змушена була перебратися до Москви. Поступила в будівельне училище, потім закінчила індустріально-педагогічний коледж. Якось почула, що подруга збирається записатися в секцію вільної боротьби. І пішла з нею за компанію. Півроку тренувалася самостійно, без тренера. А коли виграла чемпіонат Європи, зрозуміла, що боротьба — це серйозно.
У збірній команді Росії виступала з 1992 по 2000 рік.
Виступала за Московське міське фізкультурно-спортивне об'єднання (рос. МГФСО). Тренер — Микола Гаркін.
Навчалася на тренера в Московській академії фізкультури і спорту.
Чотириразова чемпіонка Європи, бронзова призерка трьох чемпіонатів світу мешкає в 9-метровій кімнаті в гуртожитку «Трудових резервів» в Москві.

## Спортивні результати на міжнародних змаганнях

### Виступи на Чемпіонатах світу
| Змагання                        | Збірна | Вагова категорія          | Місце  |
| ------------------------------- | ------ | ------------------------- | ------ |
| Чемпіонат світу з боротьби 1992 | Росія  | жіноча боротьба, до 50 кг | 4      |
| Чемпіонат світу з боротьби 1993 | Росія  | жіноча боротьба, до 53 кг | 4      |
| Чемпіонат світу з боротьби 1994 | Росія  | жіноча боротьба, до 50 кг | Бронза |
| Чемпіонат світу з боротьби 1995 | Росія  | жіноча боротьба, до 47 кг | Бронза |
| Чемпіонат світу з боротьби 1996 | Росія  | жіноча боротьба, до 47 кг | 4      |
| Чемпіонат світу з боротьби 1997 | Росія  | жіноча боротьба, до 51 кг | 6      |
| Чемпіонат світу з боротьби 1998 | Росія  | жіноча боротьба, до 51 кг | Бронза |
| Чемпіонат світу з боротьби 2000 | Росія  | жіноча боротьба, до 51 кг | 5      |

### Виступи на Чемпіонатах Європи
| Змагання                         | Збірна | Вагова категорія          | Місце  |
| -------------------------------- | ------ | ------------------------- | ------ |
| Чемпіонат Європи з боротьби 1993 | Росія  | жіноча боротьба, до 53 кг | Золото |
| Чемпіонат Європи з боротьби 1996 | Росія  | жіноча боротьба, до 50 кг | Золото |
| Чемпіонат Європи з боротьби 1997 | Росія  | жіноча боротьба, до 51 кг | Золото |
| Чемпіонат Європи з боротьби 1998 | Росія  | жіноча боротьба, до 51 кг | Золото |
| Чемпіонат Європи з боротьби 1999 | Росія  | жіноча боротьба, до 51 кг | Срібло |